# Gonatozygon monotaenium
Gonatozygon monotaenium là một loài Song tinh tảo trong họ Mesotaeniaceae, thuộc chi Gonatozygon.